# Sąsiadowice (przystanek kolejowy)
Sąsiadowice (ukr. Сусідовичі, ros. Сусидовичи) – przystanek kolejowy w miejscowości Sąsiadowice, w rejonie samborskim, w obwodzie lwowskim, na Ukrainie.